# Radovan Čerevka
Radovan Čerevka (* 19. června 1980 Košice) je slovenský, sochař a fotograf. Ve své tvorbě se věnuje své vášní pro časopis ABC, reflexi masových médií. Žije a tvoří v Košicích, kde po sochaři Juraji Bartuszovi převzal štafetu vedení Ateliéru svobodné kreativity 3D na Fakultě umění Technické univerzity. V tomto ateliéru si umělci mohou svobodně vybrat, v jakém uměleckém médiu se chtějí vyjadřovat, zda videem, sochou, kresbou, akcí nebo konceptem. V roce 2006 spolu s Tomášem Makarem a Petrem Vráblem založil uměleckou skupinu Kassaboys, která se věnuje převážně experimentálnímu filmu, ale i výstavním projektům. V roce 2013 získal Cenu Oskara Čepana pro mladé výtvarníky za instalaci Země stálé svobody. V letech 2018–2019 představil svou tvorbu na samostatné výstavě Moc v muzeu ve Východoslovenské galerii v Košicích. V roce 2021 byl nominovaný v kategorii Výtvarné umění na cenu Nadace Tatra Banky za autorskou výstavu Budovanie skutočného tela v Kunsthalle LAB, v Bratislavě.

## Studia a pedagogické působení
- 2017 – vede Ateliér slobodní kreativity 3D, Katedra výtvarných uméní a intermédií, Fakulta umění, Technická univerzita, Košice
- 2014 – Habilitace, Vysoká škola výtvarných umění v Bratislavě, Slovensko
- od r. 2009 – Odborný asistent, Ateliéru svobodné kreativity 3D, (prof. Juraj Bartusz, akad. soch.), Katedra výtvarných umění a Intermedio, Fakulta umění TU Košice, Slovensko
- 2007 – 2011 – Doktorské studium na Katedře Intermedio a multimédií, Vysoká škola výtvarných umění v Bratislavě, Slovensko
- 2006 – 2007 – Odborný asistent v Ateliéru videa Michala Murina, Katedra intermediální a audiovizuální tvorby Akademie umění, Banská Bystrica, Slovensko
- 2003 – 2004 – Akademie výtvarných umění Praha, Ateliér nové média 2 – škola Veroniky Bromové, Česko
- 1999 – 2006 – Ateliér svobodné kreativity 3D (prof. Juraj Bartusz, akad. soch.), Katedra výtvarných umění a Intermedio, Fakulta umění TU Košice, Slovensko
- 1994 – 1998 – Škola užitého umění, Kamenosochařství, Košice, Slovensko

## Ocenění, stipendia a rezidenční pobyty
- 2014 – Rezidence, ISPV, New York, USA
- 2013 – Vítěz Ceny Oskara Čepana, Bratislava, Slovensko
- 2012 – Kairo, rezidence, Halle 14, Lipsko, Německo
- 2011 – Hlavní cena: Trienále – současná slovenská grafika, Stredoslovenská galerie, Banská Bystrica
- 2008 – Urban Impact – 1 místo, site specific soutěž Evropské hlavní město kultury 013, Košice
- 2007 – tříměsíční rezidence a stipendium visegrádského fondu Klatovy – Klenová, Česko
- 2006 – Start Point, Galerie Klatovy – Klenová, Česko
- 2005 – Finalista Ceny Oskara Čepana, Bratislava, Slovensko
- 2005 – Cena Egoart, cena sympatie, Praha, Česko

## Samostatné výstavy
- 2021 – 2022, Detekční pole, Středoslovenská galerie, Banská Bystrica, Slovensko
- 2020 – 2021, Budovaní skutočního těla, Kunsthalle Lab, Bratislava, Slovensko
- 2018 – Moc v muzeu, Východoslovenská galerie, Košice, Slovensko
- 2017 – Diodrámy, Galerie města Třinec, Třinec, Česko
- 2016 – Beastie Models, Trafó Gallery, Budapešť, Maďarsko
- 2015 – Diorámy do jámy, Jáma 10 Gallery, Ostrava, Česko
- 2015 – Pochybné diorámy, Plusminusnula Gallery, Žilina, Slovensko
- 2015 – After Expiration, Roman Fecik Gallery, Bratislava, Slovensko
- 2013 – Obrazové příběhy ze vzdálených zemí, Dům umění, Bratislava, Slovensko
- 2013 – Expowarland, Muzeum Vojtěcha Löfflera, Košice, Slovensko
- 2012 – Cave, Meet Factory, Praha, Česko
- 2012 – Optical Stories from Distand Lands, (společně s J. Duchoňovou) Halle 14, Lipsko, Německo
- 2012 – Infowarland, Dům umění, Brno, Česko
- 2011 – Home Woodoo Crisis, Hotdock Gallery, Bratislava, Slovensko
- 2010 – Home Woodoo Crisis, Východoslovenská galerie, Košice, Slovensko
- 2010 – Home Woodoo Crisis, Slovenský institut v Budapešti, Maďarsko
- 2009 – Iranian Complex, Open Gallery, Bratislava, Slovensko
- 2008 – Iranian Komplex, Nod Gallery, Praha, Česko
- 2008 – Iranian Complex, Galerie Klatovy / Klenová, Česko
- 2007 – Reutersdráma, Muzeum Vojtěcha Löfflera, Košice, Slovensko
- 2005 – Co je doma, to se počítá, Středoevropský dům fotografie, Bratislava, Slovensko
- 2005 – Sector separují, Galerie Hit, Bratislava, Slovensko
- 2004 – Lépe jednou vidět než stokrát slyšet, (spolu s Máriem Chromem), Galerie Jelení, Praha, Česko